# Eudorcas rufina
La gazzella rossa (Eudorcas rufina, Thomas, 1894) è una presunta specie di gazzella - per alcuni anni considerata estinta - vissuta in Algeria settentrionale e Marocco. Al 2008 - sulla base dei dati già disponibili e delle analisi compiute su un esemplare imbalsamato - la validità della sua classificazione come specie distinta è stata posta in discussione (K. de Smet, c.p.) e lo IUCN ha modificato provvisoriamente il suo stato di conservazione in DD (dati insufficienti).
Secondo la letteratura scientifica, l'ultimo esemplare selvatico di gazzella rossa sarebbe stato catturato poco prima del 1894, ma la specie non è mai stata osservata in natura e non risulta conosciuta dagli abitanti locali dell'epoca ad esclusione dei commercianti di pellicce. Etologia e habitat naturale non sono noti, anche se l'abbondante pelliccia potrebbe indicare che non era diffusa nelle aree desertiche, ma esclusivamente nelle zone montuose del Nordafrica che sono più ricche di acqua.

Nella seconda metà del XX secolo, furono acquistati, nei mercati di Algeri e di Orano, tre presunti esemplari imbalsamati di Eudorcas rufina successivamente conservati in musei di Parigi e Londra. Nel 2008, uno di questi esemplari è stato analizzato ed identificato come una gazzella dalla fronte rossa (Eudorcas rufifrons) (K. de Smet c.p., 2008).